# Електромагнітна катапульта

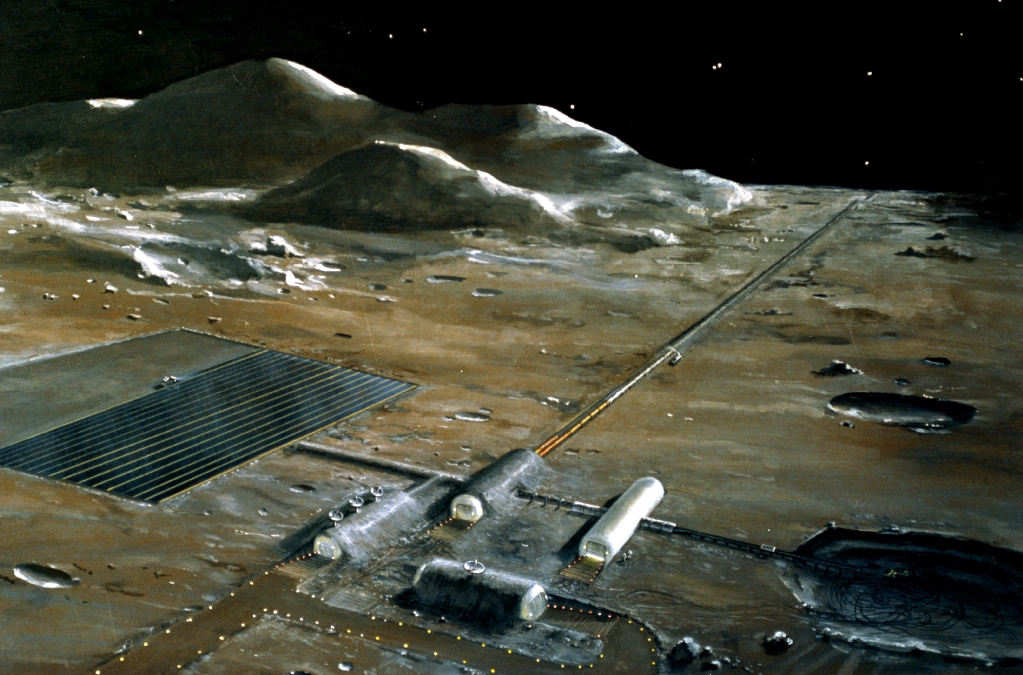
Електромагнітна катапульта для запуску з Місяця. Ескіз

Електромагні́тна катапу́льта — установка для прискорення об'єктів за допомогою електромагнітних сил. Для літальних апаратів є альтернативою реактивному двигуну.
Принцип дії електромагнітної катапульти заснований на прискоренні об'єкта, що рухається по напрямній, за допомогою магнітного поля. Швидкість об'єкта при сходженні з напрямної залежить від потужності магнітів і довжини напрямної. При використанні електромагнітної катапульти для подолання гравітації планет (наприклад, для виведення штучних супутників Землі і Місяця) довжина напрямної може досягати декількох кілометрів.
Кінцева швидкість об'єкта може бути розрахована за формулою:
    {\displaystyle v={\sqrt {2La}}}
Де L — довжина напрямних, a — прискорення, викликане магнітним полем.
Наприклад, для прискорення в 4g і довжини 100 км отримаємо швидкість в 2828 м/с.
Очевидно, що таким методом неможливо прискорювати пілотовані кораблі, так як при максимально допустимому для людини прискоренні, довжина напрямних для досягнення швидкостей міжпланетних перельотів буде занадто велика — біля сотень кілометрів. Теоретично, такі прискорювачі можна використовувати для розгону вантажів. У найближчому майбутньому можна думати лише про встановлення електромагнітних катапульт на супутниках планет або на планетах з розрідженою атмосферою (наприклад Марс).